# 秋本治
秋本 治（あきもと おさむ、1952年〈昭和27年〉12月11日 - ）は、東京都葛飾区亀有出身の日本の漫画家。デビュー時のペンネームは山止 たつひこ（やまどめ たつひこ）。
代表作は1976年から2016年まで40年間に亘って一度も休載せず続いた『こちら葛飾区亀有公園前派出所』（通称こち亀）。

## 概要
本郷高校デザイン科卒業。自身を中心とする漫画制作集団「有限会社アトリエびーだま」の代表取締役。2019年に紫綬褒章を受章している。

## 来歴

### 生い立ち
9歳の時に父親と死別して以降、母親の手だけで育てられた。小学校3年生頃より漫画らしきものを描き始め、5年生の時に漫画家に憧れるようになり、ペンを買い久松文雄の『スーパージェッター』に似たものを描く。
中学校に入り、母親に買ってもらった石森章太郎の『マンガ家入門』を擦り切れるまで読み、ペンの種類や描き方などを知る。この頃書きためた作品をまとめた個人誌「星」を製作する。
高校のデザイン科に入学し、学友とともに「マンガ劇画同好会」を立ち上げるとともに同人サークル「CCマニア」に参加し、同人誌『でんでんむし』に作品を投稿していた。この頃の秋本の画風は周囲からの影響で劇画タッチだった。

### アニメ制作会社へ
高校卒業後、アニメーターを志し旧虫プロダクションのアニメーター採用試験を受けるも不合格であった。しかし旧虫プロダクションの紹介でタツノコプロに入社する。同社作品『カバトット』『かいけつタマゴン』『科学忍者隊ガッチャマン』などで2年間動画などを務めた。当時は同社の演出家だった布川ゆうじと共に仕事をしている。
しかし仕事が多忙となり、病気で入院していた母の看病が週1度の頻度しか出来なくなったため退社。その後は「CCマニア」解散後に残った仲間と「漫画創作倶楽部」を結成。母の看病をしつつ、しばらく投稿漫画家生活を送る。

### 『こち亀』でデビュー
秋本は元々劇画志望であったためアメリカの警察を舞台にしたハードな警官漫画を考えていたが、アメリカの警察の資料がないことで挫折した。そこで日本の警察が舞台のギャグ漫画の『こちら葛飾区亀有公園前派出所』（以下『こち亀』）を作り上げて、1976年（昭和51年）に新人賞に応募する。
この作品は、月例ヤングジャンプ賞入選作品（4月期）に選ばれ、山上たつひこの名前をもじった「山止たつひこ」の名義で、『週刊少年ジャンプ』29号（6月22日発売）に読切として掲載される。賞へ応募した際のペンネームは、さらに石森章太郎のもじりも加えた「岩森章太郎改め山止たつひこ」であった（岩森章太郎名義での執筆歴はない）。長いタイトルとペンネームは、「自分の投稿が編集者の目に止まるように」という理由からであった。
『週刊少年ジャンプ』1976年42号（9月21日発売）より『こち亀』の連載を開始。編集部からは「この漫画ではこの名前で、終わったら本名にしてもいいよ」と言われており、本人も短期で連載終了するとばかり思っていたものの、予想以上に人気が出て連載が続き、さらには「本家」の山上たつひこからクレームが出たこともあり、100話目を機に現在のペンネーム（本名）に改めることになった。それまで山止名義で刊行されていた単行本第1巻 - 第6巻は、増刷の際に秋本治に改められた。秋本は後年「山上たつひこ先生に本当に申し訳ないことをした」「若気の至りとはこのためにあるような言葉です」「なんて大それたことをしたんだ！と思う」など反省の弁を述べている。
『こち亀』は1977年（昭和52年）12月24日にせんだみつおの主演で映画化され、1985年（昭和60年）のジャンプフェスティバル向け短編アニメを経て1996年から2004年までフジテレビ系列でテレビアニメ化された（前者と後者とではスタッフ・キャスト共に異なる）。また、過去5回（1999年、2001年、2003年、2006年、2016年）舞台化もされている。
連載4年目に結婚する。
2000年（平成12年）の誕生日以降、『こち亀』の連載期間が秋本の人生の半分以上を占めるようになった。

### 長寿作家へ
『こち亀』で2001年に第30回日本漫画家協会賞大賞を、2005年には第50回小学館漫画賞審査委員特別賞を受賞している。
2005年（平成17年）8月6日、『こち亀』の発行部数が1億3000万部を突破し、東京・浅草神社に石碑が建立された。
2006年（平成18年）、『こち亀』が連載30周年・150巻発売・1450話記念となる。2月11日、主人公の両津勘吉の銅像が亀有駅の北口と南口に1体ずつ設置され、秋本とラサール石井が出席して除幕式が行われた。また『あっぱれ!!さんま大教授』（フジテレビ）、『マンガノゲンバ』（NHK）など多数のテレビ番組に出演。『あっぱれ』ではアニメで両津を演じた石井との共演を果たした。
2008年（平成20年）11月8日、亀有銀座商店会ゆうろーど、中央ポケットパーク内に「少年両さん像」が設置され、秋本とラサール石井の他に時の内閣総理大臣である麻生太郎も参席し除幕式が行われた。
2009年（平成21年）2月22日、ドキュメンタリー番組『情熱大陸』（毎日放送）で人物像などが紹介された。
同年7月28日、『バラエティーニュース キミハ・ブレイク』（TBSテレビ）に出演し、テレビドラマ版『こち亀』の両津役・SMAPの香取慎吾ら出演者達と対談している。9月26日にはドラマ最終回の冒頭に生出演した。
2010年（平成22年）11月26日には、東京都青少年の健全な育成に関する条例に反対する記者会見に出席している。
2011年（平成23年）8月1日放送の『SMAP×SMAP』（関西テレビ放送製作・フジテレビ系）のコーナー『BISTRO SMAP』に、同年8月6日から公開される香取主演の映画『こちら葛飾区亀有公園前派出所 THE MOVIE〜勝どき橋を封鎖せよ!〜』の宣伝を兼ねてサプライズゲストとして出演している。ゲストチーム（香里奈・深田恭子他）とSMAPチームによる似顔絵対決の審査員を務めた。
2012年（平成24年）10月1日に葛飾区制施行80周年を記念し初の名誉区民に顕彰された。

山田洋次監督らとの同時受賞であり、「連載が始まった際、同じ葛飾区の『寅さん』に追いつくよう頑張ろうと担当者と誓ったので、同時受賞はうれしいです」と秋本はコメントしている。
『こち亀』の長期連載の間にも、多くの短編・読み切り作品を発表している。

### こち亀の連載終了後
2016年（平成28年）9月3日に神田明神で行われた『こち亀』連載40周年記念の巨大絵巻物展示会で、秋本の代表作である『こち亀』の連載を2016年9月17日発売の『週刊少年ジャンプ』2016年42号をもって完結、同日発売のコミック200巻で最終巻とすることを発表した。『こち亀』連載終了について体調面や執筆についての問題は特になく、区切りの良い時点で『こち亀』を終了させ、新たな作品に取り組みたいという秋本の意向によるものと報じられた。
同年9月14日、『こち亀』の連載40周年並びに200巻到達を記念して「最も発行巻数が多い単一漫画シリーズ」としてギネス世界記録に認定された。この日の授与式にて、ギネス・ワールド・レコーズの公式認定員から秋本に公式認定証が授与されると、秋本は「漫画にとってもうれしいこと。私も今後の漫画家人生で凄く元気が出ること」と喜びを露わにした。また10月13日にはその功績が称えられ、第64回菊池寛賞を受賞した。12月31日には『第67回NHK紅白歌合戦』にゲスト審査員として出演した。
2017年3月8日には『こち亀』の成果などが評価され第67回芸術選奨文部科学大臣賞を受賞、同年4月25日には『こち亀』40年の連載完結に対して第21回手塚治虫文化賞特別賞を受賞した。同年7月22日には第48回星雲賞コミック部門を受賞している。
2018年（平成30年）4月11日、京都府亀岡市を舞台にした『ファインダー -京都女学院物語-』の執筆がきっかけで、亀岡市から「京都・かめおか観光PR大使」に任命される。
2019年（平成31年）4月2日 - 4月16日、布川ゆうじの企画により、天野喜孝、高田明美、大河原邦男らタツノコプロ出身のアーティストと競演した展示会「ラフ∞絵」を、3331 Arts Chiyodaで開催。
同年（令和元年）11月3日付けで発令された秋の褒章で、紫綬褒章を受章。

## 人物

亀有の生家跡地付近に建立された「ワハハ両さん像」（2010年）

### 影響
尊敬する漫画家は星野之宣、大島やすいち、望月三起也と、アクション物を得意とする作家が多い。秋本自身、『フレンチ・コネクション』や『ブリット』などのアクション映画が好きでアメリカを舞台にしたポリスアクション漫画を真剣に描く為に試行錯誤を繰り返したところ、『こち亀』が生まれた。
『ゴルゴ13』のファンでもあり、『こち亀』で様々なパロディをしていた。作者のさいとう・たかをと対談を行い、2006年には『超こち亀』にて『ゴルゴ13』とのコラボ漫画も実現した。本人は、さいとう・たかをに憧れて漫画家になったとも述べている。
上記に加えて影響を受けた作家として園田光慶、ながやす巧を、好きな作家や人物としてちばてつや、石ノ森章太郎、士郎正宗、松森正、矢代まさこ、宮崎駿の名を挙げている。
アニメ制作会社では京都アニメーション（以下「京アニ」と表記）のファンであり、同社が制作したアニメ作品では『けいおん!』や『響け!ユーフォニアム』を絶賛している。また、自身の連載漫画『ファインダー -京都女学院物語-』は、京アニ作品の影響を受けて執筆したものである。
小林よしのりとは、『週刊少年ジャンプ』で同年にデビューし、担当も同じだったことから旧知の仲である。
『こち亀』第1巻の巻末文には小林がコメントを寄せていたり、『こち亀』30巻収録の『建前パーティの巻』では一部のコマのモブを小林に描いて貰ったりと、何度か合作をしたりしている（小林との合作による作品は現在、書籍では『こち亀』のみに収録されている）。また、小林の主宰する雑誌『わしズム』創刊号では対談をした。

### 創作スタイル
デビュー当初の画風は劇画調の癖が抜けなかったが、『こち亀』でギャグを描くようになってから徐々に力が抜け、自然体で描けるようになった。
原稿を締切前に必ず仕上げ、編集者からすれば大変ありがたい存在である。しかも万が一に備えて常時原稿のストックを5本用意し、旅行に出かけるなど漫画家では珍しいタイプ。特技は「締め切りに遅れないこと」と自信を持って言うほどである。
アシスタントは全員、背景や人物、仕上げまでこなせるプロ集団で、駆け出しはいない。1990年代より漫画製作のために「有限会社アトリエびーだま」を設立し、アシスタントを社員として雇い、彼らに対して安定した生活を保障している。勤務時間は9 - 20時（途中12 - 13時、17 - 18時に食事のための休憩時間を挟む）で、タイムカードによる勤務管理を行っている。基本的に日曜日は休みにする上、昼休みもキチンと取り、徹夜はさせないというスタンスを取っている。アシスタントは2班で6人おり月曜から水曜日は全員出勤で、月末の最終週は月火水と水木金土に分かれて出勤するシフト制。秋本自身も始業5分前に出勤し、定時に帰るなど、自己管理をしっかりとしている。
ただ、こち亀連載30周年や最終年となる2016年においては、40周年の企画や神田明神こち亀絵巻等の製作、「こち亀ジャンプ」の読み切りとなる日暮熟睡男登場回の執筆作業が入り、コミックス200巻の締切も予想以上に早く、原稿のストックが底をついた上に夏休みも無くなってしまい、毎日仕事状態になってしまったという。
流行ものなどへの反応も敏感であり、しばしばその物やモデルにした物も『こち亀』に登場させることが多い。気になる新聞記事を切り抜いては、それをまとめており、秋本によれば「テレビでやっているものは一気に全国的に広がるが、新聞の小さな記事は見ている人が少ないので、結構そこから発展するものもある」とのこと。かつて、仕事中も複数台のテレビを付けっぱなしにして最新情報の収集にも余念がなかったが、1998年頃改築して以降の仕事場には、テレビや玩具などは無くなっており、純粋にアシスタントと共に原作・作画に専念している。
漫画のネタのための取材も欠かさず、漫画の舞台になる場所があれば、現地に赴いてビデオカメラで資料収集を行う。動いているものは音なども含めムービーで収め、動いていてわからない細かい部分はデジカメで撮ったりと、状況に応じて区別する。絶叫マシンは苦手だが、取材の為に乗っている。取材場所に変化があれば、いつ起きたのかを、取材元へ詳細に尋ねている。
『こち亀』のネームは、ファミリーレストランで週1回の頻度で作成している。最初はページ数を気にせずどんどん描いていき、その後、雑誌掲載数の19ページにまとめるために、ページの削除やコマを小さくしたりして調整する。この一連の作業に半日近くを費やす。話作りについて秋本は「最初の4ページが勝負。4、5ページでつまんないと読者は飽きちゃうんですよ。7ページまで読んでくれれば、一気にいく感じになる」と語っている。
『こち亀』の両津勘吉を描く際には、必ず眉毛から先に描いている。理由は、眉毛が顔の丁度中心にあり、目や鼻の位置が収まりやすく、バランスが取りやすいからである。
気分転換に読み切りを描く。週に1日余裕が出来れば、月に4日、年間で40日貯まりそれで読み切りを描いている。作業は週単位ではなく月単位で進めており、1カ月が4週なら月に5本完成させるのが目標で、1本は休みやこち亀以外の貯金にしている。

### 控えめな露出
素顔でメディアに登場することは比較的少なく、長らく『ジャンプ』巻末目次に掲載されていた自画像がイメージとして定着していた事もあり、テレビ番組での大友克洋との対談時は、秋本が部屋に入ってきても大友が秋本本人だと最初は気付かなかった様子が放送されている（これについては、大友が『こち亀』の単行本95巻に寄せた巻末コメントでも触れられている）。また、『こち亀』初期の単行本では作者コメント欄に自身の写真を掲載していたが、現在発売されている重版では落書き状態の簡単な顔に差し替えられている。2009年2月22日にはドキュメンタリー番組『情熱大陸』にて特集された。妻と娘2人と義父の5人暮らし。
『こち亀』単行本133巻『おしえて両津先生 派出所七ふしぎの巻』での両津の発言によると、身長は167cm。

### 趣味・嗜好
大の軍事（兵器）ファンであり、その中でも特に戦車が好きなようである。昔は軍事をテーマにした読み切り漫画を描いていた他、『こち亀』連載終了後には激しいガンアクションを描く西部劇『BLACK TIGER』を青年漫画誌にて連載している。『こち亀』では軍事兵器をよく登場させており、それらをテーマにした話をよく描いている。定期的に軍事関係の描写が登場するが、秋本本人は初期の読み切り作品や『こち亀』の作中などで反戦を訴える台詞を入れるなど、基本的には反戦のスタンスである。
鉄道ファンとしても知られ、漫画作品中にも現在は存在しない過去の人気鉄道車両や、欧州などの人気車両が登場することも多々ある。『こち亀』単行本22巻『線路はつづく！の巻』は、鉄道ファンをメインとしたエピソードであり、秋本の地元の玩具メーカーであるTOMYの鉄道模型「TOMIX」を登場させ、劇中で両津が絶賛している。また、『こち亀』単行本192巻『馬券が発車しました！』ではタカラトミー（旧：TOMY）が発売している「プラレール」が題材になっており、車両の解説やギミックの説明が記載されている。尚これに関して両津は先述のTOMIXが発売しているNゲージのようにリアルにして欲しい、とやや批判していた。
また、スポーツカー・オートバイ愛好家であり、フェラーリの歴代スポーツカーなどを何回も作品に登場させている。本人は過去にマツダ・コスモスポーツに乗っていた時期があり、オートバイは1976年発売のロードパルをはじめ長くホンダ党であったが、1983年にスズキが発売したRG250ガンマに一目ぼれし購入したとジャンプ本誌巻末コメントに記している。以後はダイハツ・コペンやスズキ・カタナなど乗り継ぎ愛車とした。カタナシリーズはGSX1100S・GSX750S・GSX400S・GSX250Sとほぼコンプリートしている。
『こち亀』で大の巨人ファンの登場人物、飛鷹二徹などを登場させたり、大毎オリオンズを作中で書いてはいるが、秋本自身は阪神タイガースひいきである。一方で、単行本の巻頭コメントにおいて「野球中継のせいで通常の番組がつぶれることは、野球嫌いにとってはたまらないのです」とも語っている。
大の嫌煙家であり煙草は一切吸わない。『こち亀』では1983年発表の単行本第34巻に収録されている『煙はEなもの!?の巻』において「今後この漫画に煙草を一切ださない」と宣言している。かつての版の『煙はEなもの!?の巻』には妊婦の喫煙に関するアイロニカルな台詞があった。一方で酒と甘い物はかなり好きとのことである。

ラジオ番組のヘビーリスナーとして知られる。1981年には『オールナイトニッポン』生放送中の所ジョージをモデルガンで襲撃した。
かつては『ビートたけしのオールナイトニッポン』を録音し、スタジオで流しながら仕事をしていたと言う。また、漫画のあちこちに中島みゆき関連や『ビートたけしのオールナイトニッポン』の関連人物が出てくる時期もあった。伊集院光の名もかなり初期（AGOHAZUSHIの表記あり）の段階で作中にキャラとして登場している。なお、伊集院光、所ジョージ、中島みゆき、ビートたけし（たけしは「ツービート」名義）をはじめ、『こち亀』の巻末文を依頼されたラジオ出演者は少なくない。2006年9月および10月には『コサキンDEワァオ!』にゲスト出演。番組25周年を記念したポスターを、同じくコサキンのヘビーリスナーである臼井儀人、さくらももこと共同制作・監修している。
両津と違ってギャンブルの類には興味がなく、取材のためにしただけとのこと。
一時期弓道にのめりこんでいたことがあり、弓道をテーマとした読み切り漫画を描くという企画があったが、スケジュールの調整がつかなかったため『こち亀』内で磯鷲早矢や飛鷹右京・左京姉妹をメインキャラとした弓道エピソードを描いた。
京都好きであり、「ファインダー-京都女学院物語-」執筆理由のひとつとなっている。また、来歴にあるように同作がきっかけで、2018年4月11日より京都府亀岡市の「京都・かめおか観光PR大使」に就任している。
大原麗子のファンでこち亀の大原部長や麗子の名は大原に因んでいる。また太田裕美やアグネス・ラムのファンとしても
知られており、作品にもたびたび太田やラムが登場している。太田は単行本の巻末にコメントを書いている他やこち亀の連載が終了した際にもコメントしている。

## 作品リスト

### 連載作品
- こちら葛飾区亀有公園前派出所（1976年42号 - 2016年42号（以下不定期）、『週刊少年ジャンプ』）
- Mr.Clice（1985年12月号 - 、『月刊少年ジャンプ』（不定期）→『ジャンプスクエア』→『ジャンプSQ.RISE』）[37]
- TimeTuberゆかり（2023年 - 、『グランドジャンプ』2023年17号[38]、2024年1号[39]、2024年8号[40]、2024年20号[41]、2025年7号[42] - ） - 読み切りシリーズから連載化[42]

### 完結作品
- BLACK TIGER（2017年2号 - 2023年5号、『グランドジャンプ』）[43][44][45]
- ファインダー -京都女学院物語-（2017年10号 - 2018年17号、『週刊ヤングジャンプ』）[37]
- いいゆだね![46]（2017年4月号 - 2019年7月号、『ウルトラジャンプ』）[37]

### 短編・読み切り作品
- 交通安全'76（1976年、『週刊少年ジャンプ』）
- 最後の狙撃兵（1977年、『週刊少年ジャンプ』） - 愛読者賞候補作品
- 平和への弾痕（1977年、『週刊少年ジャンプ増刊』）
- ひまつぶし探偵団（1978年、『月刊少年ジャンプ』）
- たびだち（1978年、『週刊少年ジャンプ』）
- となりの金ちゃん（1978年、『週刊少年ジャンプ』） - 愛読者賞チャレンジ作品
- 酷道4000キロ（1978年、『月刊少年ジャンプ』）
- 5人の軍隊（1979年、『週刊少年ジャンプ増刊』）
- 柴又戒厳令（1979年、『週刊少年ジャンプ』） - 愛読者賞チャレンジ作品
- クリスマス・キャンドル（1980年、『週刊少年ジャンプ増刊』）
- 新元禄太平記（1980年、『月刊少年ジャンプ』）
- ライブ（1980年、『週刊少年ジャンプ』） - 愛読者賞チャレンジ作品
- パニック最前線（1981年、『月刊少年ジャンプ』）
- 110秒の戦士たち（1981年、『週刊少年ジャンプ』） - 愛読者賞チャレンジ作品
- こちら交機の本田 赤のZ追跡中! よろしく!（1982年、『月刊少年ジャンプ』）
- 白バイファイター夢之丞変化（1982年 - 1983年、『月刊少年ジャンプ』）
- デスマッチ（1982年、『週刊少年ジャンプ』） - 愛読者賞チャレンジ作品
- 魔海伝説（1983年、『週刊少年ジャンプ』） - 愛読者賞チャレンジ作品
- 日本一の世直し男（1984年、『月刊少年ジャンプ』）
- 武装化時代（1984年、『フレッシュジャンプ』3月号）
- こちら人情民生課（1984年、『月刊少年ジャンプ』）
- プラモ道入門（1985年、『ホビーズジャンプ』）
- 爆笑!! ギャグスター4コマ漫画大会/ある漫画家のバカンス（1985年、『週刊少年ジャンプ増刊』）
- ロボット三太平（1986年、『スーパージャンプ』）
- 東京深川三代目（1987年 - 1990年、『スーパージャンプ』）
- 鷹が飛ぶ（1991年、『スーパージャンプ』）
- 花田留吉七転八倒（1992年 - 1994年、『スーパージャンプ』）
- R・P・G（1997年、『週刊少年ジャンプ』）
- N少女いずみ（1999年、『りぼん』付録）
- 時は…（2008年、『ジャンプスクエア』）
- KAKIMARU -かきまる-（2009年、『赤マルジャンプ』）
- SUCCEED（2010年、『週刊少年ジャンプ』）
- 希望の煙突 -端島-（2013年、『少年ジャンプNEXT!2013WINTER』）
- Vocalo―ボカロ― (2014年『マーガレット』5号)
- アリィよ銃を撃て!（2015年、『グランドジャンプ』新年4号）
- 七人も刑事（2021年、『グランドジャンプ』11号）
- デフォルマシオン-DÉFORMATION-（2022年、『グランドジャンプ』11号[47]）

### エッセイ
- 両さんと歩く下町-『こち亀』の扉絵で綴る東京情景（2004年、集英社新書）（ISBN 978-4-08-720265-6）
- 両さんの時代 『こち亀』で読むエンタメ史（2009年、集英社）（ISBN 978-4-8342-5153-1）

### その他
- 「ジョジョ」連載25周年紀念 特別寄稿（2012年）
- 秋本治の仕事術　〜『こち亀』作者が40年間休まず週刊連載を続けられた理由〜（2019年、集英社）ISBN 978-4-08-788010-6

## テレビ出演
- わが青春のトキワ荘〜現代マンガ家立志伝〜（1981年5月25日、NHK総合）
- 情熱大陸（2009年2月22日、毎日放送）
- ワイドナショー（2016年9月4日、フジテレビ）
- 第67回NHK紅白歌合戦（2016年12月31日、NHK総合・ラジオ第1）※ゲスト審査員として
- ごごナマ（2019年3月14日、NHK総合）
- Style2030 賢者が映す未来（2022年10月16日、BS-TBS）

## アシスタント
- とみさわ千夏[48]
- あろひろし[49]
- うすね正俊[50]
- 内田耕次
- 坂本昭悟
- 実崎孝永
- 嶋橋広志
- 原康
- 木村隆宏
- 藤井みほな[51]

## 交友関係
締切に遅れないことを「特技」とする秋本は、長期連載漫画家にしては珍しく時間を作って遊びに出かけることが多い。自身の幅広い交友関係とその体験は、作品のアイディアにもつながっている。
- さいとうたかを
- ちばてつや
- 永井豪
- 望月三起也
- 曽山一寿
- 小林よしのり
- 神谷明
- 所ジョージ
- 甲斐よしひろ
- デーモン小暮閣下
- 一本木蛮
- 木梨憲武
- ラサール石井
- なぎら健壱
- 尾崎亜美
- 車田正美
- ゆでたまご
- 小室哲哉
- 坂崎幸之助